# Reverzibilna sprememba
Reverzibílna, povračljíva, obrnljíva ali povrnljíva spremémba je prehod termodinamskega sistema v takšno stanje, iz katerega lahko preide nazaj v prvotno. V mehaniki so praktično vse spremembe reverzibilne oz. povrnljive (če lahko zanemarimo trenje, upor in viskoznost), med tem ko se pri termodinamiki srečujemo predvsem z ireverzibilnimi spremembami.
Sprememba z idealnim plinom je reverzibilna, če je sprememba entropije enaka nič (ΔS = 0).
Pogoji za reverzibilnost spremembe (če kateri od pogojev ni izpolnjen je sprememba ireverzibilna): sprememba se da obrniti; pri obrnjeni spremembi gre sistem preko istih vmesnih stanj, leg in načinov gibanja, a z obrnjenimi hitrostmi in/ali tokovi; obrnjena sprememba poteče pri enakih okoliščinah (enaka temperatura, enake sile...) kot prvotna sprememba.
Pri reševanju realnih problemov je reverzibilnost običajno idealizacija, torej boljši ali slabši približek (odvisno od problema in okoliščin).